# Битва під Танненбергом (1914)

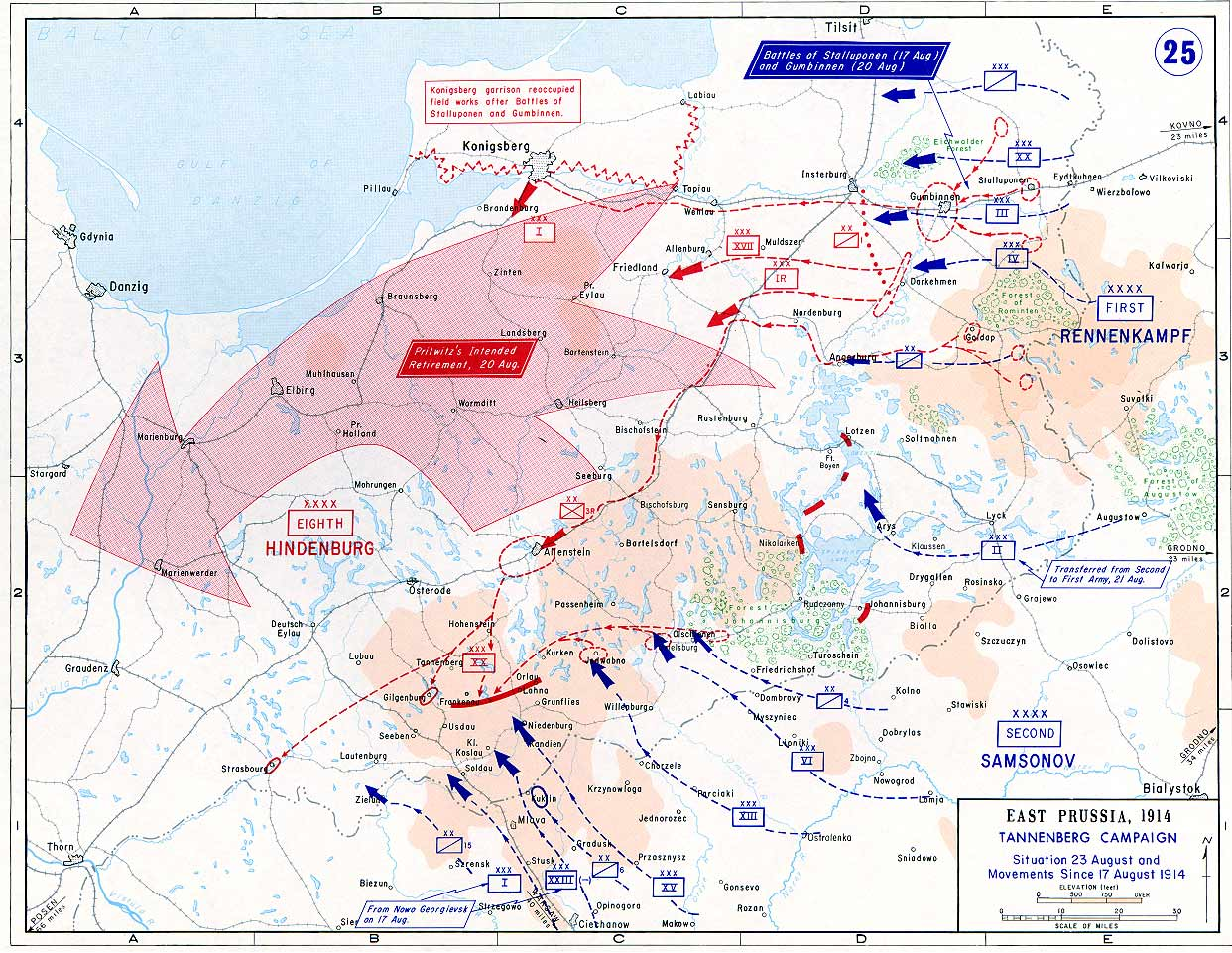
Розташування сторін станом на 23 серпня 1914 та план генерала Максимілиана фон Прітвіц-унд-Гаффрона з відходу німецьких військ зі Східної Прусії

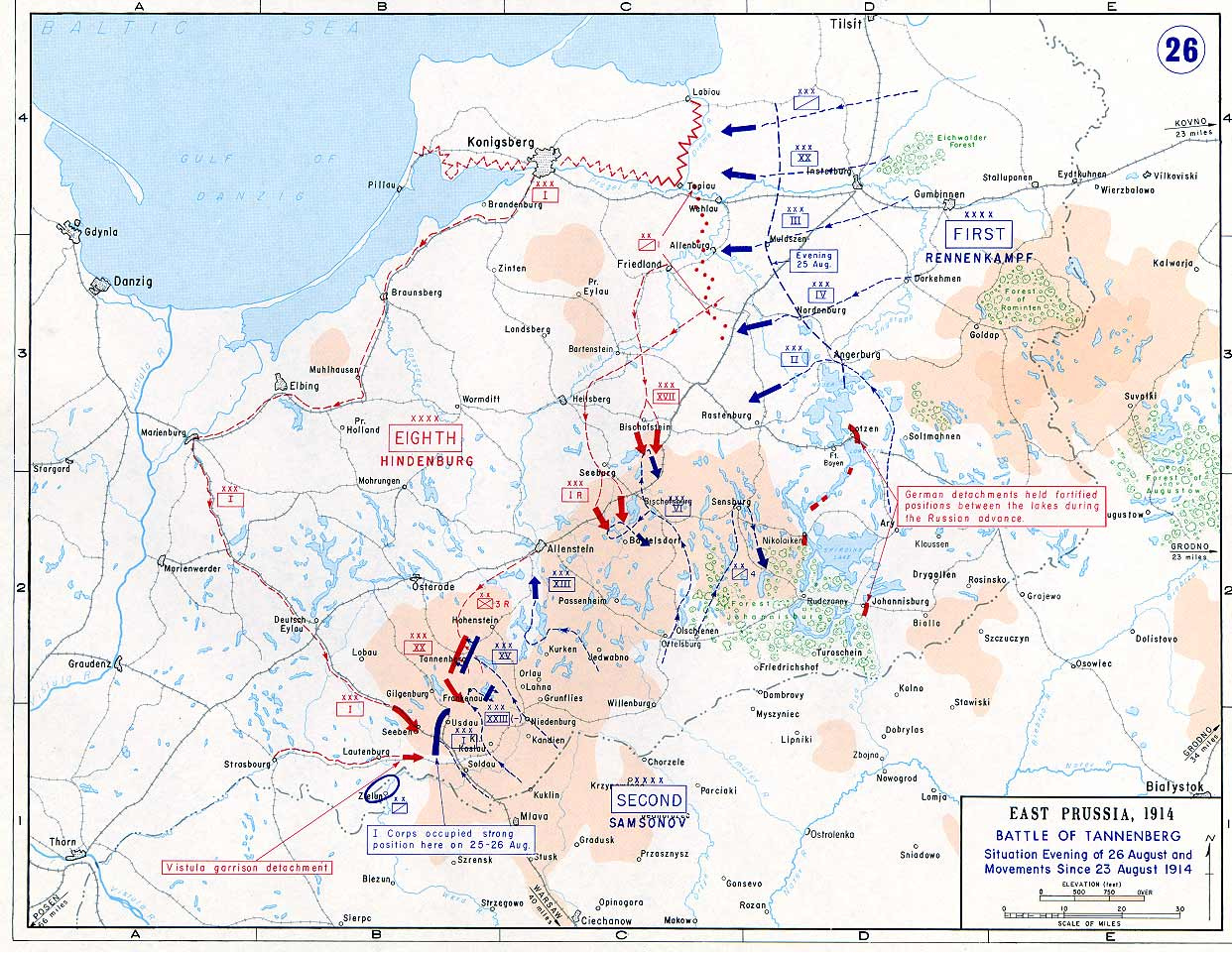
Розташування військ станом на 26 серпня 1914

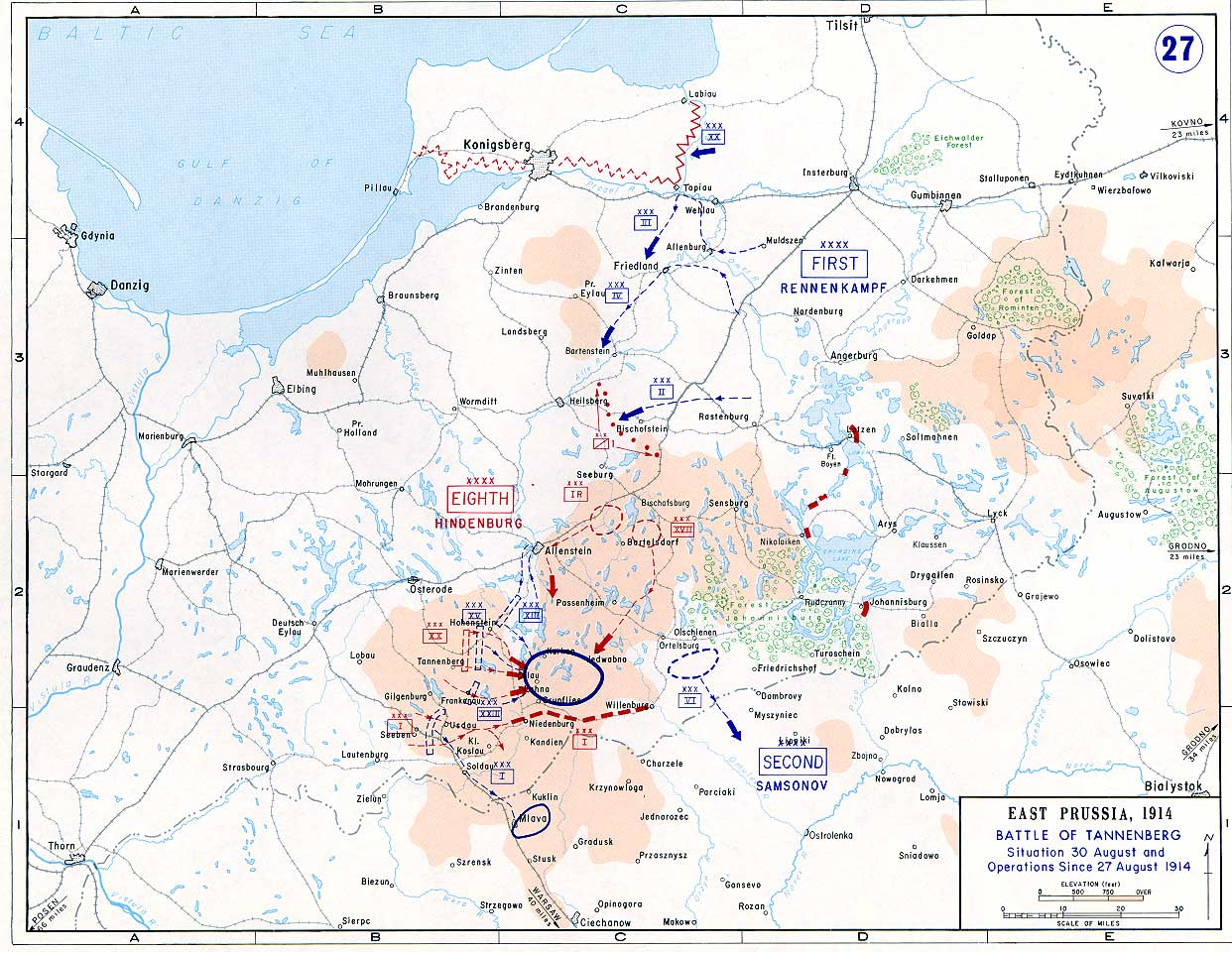
Розташування військ станом на 30 серпня 1914

Би́тва під Танненбе́ргом (1914) (26 серпня — 30 серпня 1914) — велика битва російської імператорської армії та імперської армії Німеччини в ході Східно-Прусської операції на Східному фронті Першої світової війни. Битва завершилася поразкою росіян.
Тривалість битви — 5 діб.

## Передумови
План Шліффена (План закритих дверей), покладений в основу німецької стратегії, з якою Німеччина починала Першу світову війну, виходив з припущення, що «паровий коток» російської армії буде пущений в хід із затримкою, необхідною для її мобілізації. Передбачалося, що за цей час німецька армія зуміє завдати Франції тяжкої поразки і заволодіти Парижем, а потім всіма силами рушити на Росію. Однак російська армія несподівано швидко почала наступ на Східному фронті, чим поставила Німеччину в скрутне становище.
Російський наступ здійснювався силами двох армій. Від Ковно (Каунас) йшла 1-ша армія під командуванням генерала П. Ренненкампфа, а з межиріччя Нарви і Вісли — 2-га армія, під командуванням генерала О. Самсонова. 8-ма німецька армія під командуванням генерал-полковника Прітвіца 20 серпня зазнала поразки в бою під Гумбіннені, а у фланг і тил їй виходила 2-га армія Самсонова.
В результаті Прітвіц, остерігаючись оточення, вирішив почати відступ і залишити всю територію Східної Пруссії на схід від Вісли.

## Хід битви

### Маневри 21-25 серпня
Поразка при Гумбіннені створила реальну загрозу оточення 8-ї німецької армії, і увечері 20 серпня Прітвіц ухвалив рішення відступати за Віслу, про що повідомив у генштаб. Однак цьому рішенню супротивилась німецька Ставка і всупереч плану Шліффена, який передбачав при несприятливому розвитку подій на Східному фронті відступати в глиб Німеччини, але в жодному разі не знімати військ із Західного фронту, щоб гарантовано розгромити Францію і уникнути війни на два фронти, ухвалила рішення, східну Пруссію не здавати і перекинути на допомогу 8-ї армії війська із Західного фронту (2 корпуси і кінну дивізію).
21 серпня Мольтке змістив Прітвіца і його начальника штабу генерала Вальдерзе і призначив на їх місце генерал-фельдмаршала Пауля фон Гінденбурга і генерала Еріха Людендорфа. Вони прибули в штаб 8-ї армії 23 серпня і схвалили план припинення російського наступу на Східну Пруссію. Було ухвалено рішення, залишивши 2,5 дивізії проти 1-ї російської армії Ренненкампфа, швидко, по рокадній залізниці через Кенігсберг, перекинути головні сили 8-ї армії проти 2-ї російської армії Самсонова і спробувати розгромити її, до того як вона з'єднається з частинами 1-ї армії. Однак реалізація плану цілком залежала від дій армії Ренненкампфа, чиє швидке просування на захід, за словами Людендорфа, робило б маневр неможливим.
У цей час командування Північно-Західного фронту, помітивши швидкий відступ німецьких військ, вирішило, що німці відходять за Віслу, і визнало операцію виконаною та змінило для неї початкові завдання. Основні сили 1-ї армії Ренненкампфа були спрямовані не назустріч 2-й армії Самсонова, а на відсікання Кенігсберга, де за припущенням командування сховалася частина 8-ї армії, і на переслідування тих німців, які відступали до Вісли. Головком 2-ї армії Самсонов, у свою чергу, вирішив перехопити війська, які відступали за Віслу, і наполіг на перенесенні головного удару своєї армії з північного напрямку на північно-західний, що призвело до того, що російські армії стали наступати у різних напрямках і між ними утворилася величезна прогалина на 125 км. Ставка, в свою чергу, також визнала операцію в Східній Пруссії в основному закінченою і працювала над планом наступу вглиб Німеччини, на Познань, у зв'язку з чим командиру фронту Жилінському було відмовлено в посиленні 2-ї армії гвардійським корпусом.
Нове командування 8-ї німецької армії вирішило скористатися утвореною прогалиною між російськими арміями, щоб завдати флангових ударів по 2-й армії Самсонова, оточити і знищити її.

### Поразка 2-ї російської армії в Східній Пруссії
26 серпня підійшли від Голдапа 17-й корпус Макензена і 1-й резервний корпус Бєлова з ландверною бригадою атакували правофланговий 6-й корпус 2-й армії генерала Благовіщенського і відкинули його від Біскупця до Ортельсбурга. Дві дивізії корпусу втратили 7500 вояків і відступили в повному безладі, при цьому генерал Благовіщенський покинув війська і втік до тилу. Правий фланг 2-ї армії виявився відкритим на протяжності десятків кілометрів, але Самсонов не отримав інформації про це і 27 серпня наказав армії продовжувати виконувати поставлене завдання.
На лівому фланзі 2-ї армії 27 серпня 1-й корпус Франсуа з частиною 20-го корпусу (Шольца) і ландвером завдав удару по 1-му корпусу генерала Артамонова і відкинув його на південь від Сольдау. 23-й корпус генерала Кіндратовича зазнав втрат і відступив на Найденбург. В результаті чого центральні 13-й і 15-й корпуси, які просунулися більше за всіх на територію Східної Пруссії, виявилися відкритими для ударів з флангу і в тил з боку німецьких корпусів. Самсонов у свою чергу отримав від Артамонова невірну інформацію про ситуацію і запланував на 28 серпня удар силами 13-го корпусу генерала Клюєва і 15-го корпусу генерала Мартоса у фланг західного німецького угруповання, що ще більш погіршило ситуацію.
Для керівництва боєм Самсонов з оперативною частиною штабу армії вранці 28 серпня прибув у штаб 15-го корпусу. В результаті було втрачено зв'язок зі штабом фронту і фланговими корпусами, а управління армією — дезорганізовано. Наказ штабу фронту про відвід корпусів 2-ї армії на лінію Ортельсбург — Млава до військ не дійшов. Зранку 28 серпня Мартос запропонував Самсонову негайно почати відведення центральних корпусів, щоб вивести їх з-під флангових ударів, але Самсонов вагався до вечора.
28 серпня штаб фронту наказав 1-й армії вислати вперед лівофланговий корпус і кавалерію для надання допомоги 2-й армії, але вже ввечері 29 серпня наступ було зупинено. Жилінський вважав, що 2-а армія відповідно до його наказу вже відійшла до кордону. В результаті до моменту відходу корпусів 2-ї армії піхота Ренненкампфа перебувала від них на відстані близько 60 км, а кавалерія — 50 км.
29 серпня відступ п'яти російських дивізій 13-го і 15-го корпусів, які займали центр фронту і потрапили під головний удар німецької армії, проходив під зростанням флангового тиску 1-го корпусу Франсуа і 1-го резервного корпусу Бєлова. На флангах 2-ї армії 1-им і 23-ім корпусами німецькі атаки були відбиті, але в центрі в цілому російський відступ прийняв безладний характер, а п'ять дивізій 13-го і 15-го корпусів (близько 30 тисяч чоловік при 200 гарматах) були оточені в районі Комусінського (Грюнфлісського) лісу. В ніч на 30 серпня генерал Самсонов, який перебував серед оточених частин, застрелився, генерал Мартос був узятий в полон, генерал Клюєв намагався вивести війська з оточення трьома колонами, але дві колони були розбиті, і Клюєв віддав наказ про здачу в полон.
Таким чином, втрати 2-ї армії склали близько 6 тис. убитих, близько 20 тис. поранених (майже всі потрапили в полон), полонених — 30 тис. (разом з тими, хто потрапив у полон пораненими, — 50 тис.), захоплено 230 гармат. Убито 10 генералів, 13 взято в полон. Загальні втрати 2-ї армії убитими, пораненими і полоненими — 56 тисяч осіб. Німецькі втрати, убитими і пораненими склали 30 тисяч осіб.
2-а армія (1-й, 6-й, 23-й корпуси та залишки 13-го і 15-го корпусів, що потрапили в оточення) відступила за річку Нарву.
У цій битві російські сили розбили 6-ту і 70-ту ландверну бригади у Грос-Бессай і Мюлені, ландверну дивізію Гольця, 3-тю резервну дивізію під Гогенштайном, 41-шу піхотну дивізію під Вапліцем, 37-му піхотну дивізію під Ланою; нарешті, вони завдали поразки 2-й піхотній дивізії під Уздау, але окремі успіхи росіян не були пов'язані в загальну перемогу. Послідовність переможних боїв окремих російських полків і дивізій вилилася в поразку шести дивізій. Німці ж понесли ряд тактичних поразок в рамках окремих боїв, але виграли операцію з оточення центру армії Самсонова. Оточені частини продовжували вести бої до 31 серпня, намагаючись вийти з оточення.
Основними причинами поразки 2-ї армії стало украй незадовільне командування з боку штабу Північно-Західного фронту, який не зумів правильно оцінити оперативну ситуацію в період 20-26 серпня, а також помилки командувача армії генерала Самсонова, який невиправдано розширив смугу наступу армії і не зумів забезпечити оперативне управління з'єднаннями армії в ході зустрічного бою. Окремих слів в описі причин поразки заслуговує погана робота російської армійської розвідки, яка не змогла розкрити зосередження основних сил 8-ї німецької армії навпроти флангів Самсонова, і повна зневага в штабі 2-ї російської армії правилами фронтового радіозв'язку. За день до переходу в наступ, німецькі зв'язківці перехопили передане відкритим текстом повідомлення штабу 2-ї армії в один з корпусів з докладною диспозицією сил армії і зазначенням найближчих її завдань, що тут же відбилося на постановці Гінденбургом завдань військам наступу. В той же час сам Гінденбург вказував на виявлений у вбитого російського офіцера «документ, з якого можна було зробити висновок про наміри ворожого командування».

## Кінохроніка
- Битва при Танненберге[недоступне посилання з червня 2019] — відеоматеріал (рос.)